# Agonum seruginosum
Agonum seruginosum är en skalbaggsart som beskrevs av Pierre François Marie Auguste Dejean. Agonum seruginosum ingår i släktet Agonum och familjen jordlöpare. Inga underarter finns listade i Catalogue of Life.